# Ымсон
Ымсо́н (кор. 음성군?, 陰城郡?, Eumseong-gun) — уезд в провинции Чхунчхон-Пукто, Южная Корея. 

## География
Расположен в центральной части страны, в 120 км к югу от Сеула. Граничит с уездами Чхунджу и Чхонан на западе, Чинчхон на юге, Кёнгидо на севере. Через уезд протекает река Намханган.

## История
- В III веке территория входила в состав племенного союза Махан.
- В 940 году (эпоха Корё) получил современное название и статус уезда.
- В 1895 году вошёл в состав провинции Чхунчхон.
- В 1914 году объединён с соседними районами в ходе административной реформы.

## Экономика
Основные отрасли:
- Сельское хозяйство (груши — 30% национального производства, рис, клубника)
- Пищевая промышленность
- Производство автозапчастей (заводы Hyundai и Kia)
- Туризм (горные курорты, храм Попчуса)

## Транспорт
Через уезд проходят:
Скоростная автомагистраль Кёнбу
Национальные шоссе №3 и №38
Железнодорожная линия Чунгансон (станции Ымсон и Сэджон)

## Достопримечательности
- Буддийский храм Попчуса (VIII век)
- Фестиваль груш (ежегодно в октябре)
- Исторический музей Ымсона
- Природный парк на горе Вораксан

## Известные уроженцы
Пан Ги Мун (р.1944) — 8-й Генеральный секретарь ООН
Ким Ёндок (р.1962) — олимпийский чемпион по дзюдо (1984)

## Административное деление
Состоит из 2 ыпов (городов) и 7 мёнов (волостей):
- Ымсон-ып (административный центр)
- Кымган-ып
- Мённын-мён
- Самсон-мён
- Содэ-мён
- Сэджон-мён
- Воннам-мён
- Дэдон-мён
- Маын-мён

## Образование
В уезде расположены: Национальный университет Чхунбук (кампус), 12 средних школ, 18 начальных школ

## Города-побратимы
Ымсон поддерживает побратимские отношения со следующими городами:
- Кандон-гу, Сеул, Южная Корея (с 1996 года) - Основные направления сотрудничества: культурные обмены, программы для пожилых людей

- Тайчжоу, Цзянсу, Китай (с 2004 года) - Совместные проекты: развитие сельского хозяйства, студенческие обмены

- Риверсайд, Калифорния, США (с 2010 года) - Технологическое партнёрство в области экологически чистого земледелия

- Бьенхоа, Донгнай, Вьетнам (с 2018 года) - Экономическое сотрудничество в сфере производства автозапчастей